# Бредлі-Гарденс (Нью-Джерсі)
Бредлі-Гарденс (англ. Bradley Gardens) — переписна місцевість (CDP) в США, в окрузі Сомерсет штату Нью-Джерсі. Населення — 14 077 осіб (2020).

## Географія
Бредлі-Гарденс розташоване за координатами 40°34′20″ пн. ш. 74°39′48″ зх. д. / 40.57222° пн. ш. 74.66333° зх. д. (40.572095, -74.663381).  За даними Бюро перепису населення США в 2010 році переписна місцевість мала площу 11,95 км², з яких 11,62 км² — суходіл та 0,33 км² — водойми.

## Демографія
Згідно з переписом 2010 року, у переписній місцевості мешкало 14 206 осіб у 4970 домогосподарствах у складі 3770 родин. Густота населення становила 1188 осіб/км².  Було 5081 помешкання (425/км²).
Расовий склад населення:
| - 63,4 % — білих - 31,5 % — азіатів - 2,0 % — чорних або афроамериканців - 0,1 % — корінних американців - 1,2 % — осіб інших рас |

До двох чи більше рас належало 1,8 %. Частка іспаномовних становила 5,0 % від усіх жителів.
За віковим діапазоном населення розподілялося таким чином: 28,5 % — особи молодші 18 років, 62,2 % — особи у віці 18—64 років, 9,3 % — особи у віці 65 років та старші. Медіана віку мешканця становила 39,2 року. На 100 осіб жіночої статі у переписній місцевості припадало 91,1 чоловіків;  на 100 жінок у віці від 18 років та старших — 85,4 чоловіків також старших 18 років.
Середній дохід на одне домашнє господарство  становив 135 421 долар США (медіана — 115 789), а середній дохід на одну сім'ю — 153 059 доларів (медіана — 134 963). Медіана доходів становила 106 296 доларів для чоловіків та 77 456 доларів для жінок. За межею бідності перебувало 3,5 % осіб, у тому числі 2,3 % дітей у віці до 18 років та 6,4 % осіб у віці 65 років та старших.
Цивільне працевлаштоване населення становило 7059 осіб. Основні галузі зайнятості: освіта, охорона здоров'я та соціальна допомога — 20,3 %, виробництво — 18,0 %, науковці, спеціалісти, менеджери — 17,5 %.